# EC Água Santa
Der Esporte Clube Água Santa, in der Regel kurz Água Santa genannt, ist ein 1981 gegründeter brasilianischer Fußballverein aus Diadema im Bundesstaat São Paulo.
Aktuell spielt der Verein in der vierten brasilianischen Liga, der Série D, sowie in der Staatsmeisterschaft von São Paulo.

## Erfolge
- Staatsmeisterschaft von São Paulo - Vizemeister: 2023

## Stadion
Der Verein trägt seine Heimspiele im Estádio José Batista Pereira Fernandes in Diadema aus. Das Stadion hat ein Fassungsvermögen von 8075 Personen.

## Trainer
Stand: 23. November 2024
| Trainer            | Nation            | von              | bis                |
| ------------------ | ----------------- | ---------------- | ------------------ |
| Márcio Ribeiro     | Brasilien         | 30. Januar 2016  | 25. März 2016      |
| Márcio Bittencourt | Brasilien         | 25. März 2016    | 11. April 2016     |
| Edinho             | Brasilien         | 31. Mai 2016     | 19. September 2016 |
| Jorginho           | Brasilien         | 11. Januar 1918  | 28. Januar 2019    |
| Fernando Marchiori | Brasilien Italien | 9. Mai 2019      | 30. Januar 2020    |
| Pintado            | Brasilien         | 3. Februar 2020  | 30. Mai 2020       |
| Toninho Cecílio    | Brasilien         | 10. Juli 2020    | 1. September 2020  |
| Sérgio Guedes      | Brasilien         | 27. Oktober 2020 | 2. März 2022       |
| Thiago Carpini     | Brasilien         | 23. Juni 2022    | 16. Mai 2023       |
| Serginho           | Brasilien         | 12. Februar 2023 | 30. März 2023      |
| Ricardo Pagani     | Brasilien         | 1. März 2023     | 4. März 2023       |
| Bruno Pivetti      | Brasilien Italien | 13. Oktober 2023 | 10. Juni 2024      |
| Guilherme Alves    | Brasilien         | 11. Juni 2024    |                    |